# William Russell (szermierz)
William Hamilton Russell (ur. 18 stycznia 1896 w Nowym Jorku, zm. 18 października 1958 w Glen Cove) – szermierz, szpadzista reprezentujący USA, uczestnik letnich igrzysk olimpijskich w Antwerpii w 1920 oraz igrzysk olimpijskich w Paryżu w 1924 roku.